# Agrotis obsoletafusca
Agrotis obsoletafusca là một loài bướm đêm trong họ Noctuidae.